# توبيكا
توبيكا (بالإنجليزية: Topeka، بلغة كانسا:Tó Pee Kuh)‏ هي عاصمة ولاية كانساس الأمريكية ومقر مقاطعة شوني. وهي تقع على نهر كانساس في الجزء الأوسط من مقاطعة شوني، في شمال شرق ولاية كانساس، في وسط الولايات المتحدة. بلغ عدد سكان المدينة 127,473 نسمة حسب تعداد عام 2010. وقد بلغ عدد سكان منطقة توبيكا العمرانية الإحصائية، التي تضم مقاطعات شوني وجاكسون وجيفرسون وأوساج وواباونسي، 233,870 نسمة في تعداد عام 2010.
اسم توبيكا هو عبارة من لغة كانسا-أوساج تعني «المكان الذي حفرنا فيه البطاطا»،  أو «مكان جيد لحفر البطاطا».  تم تسجيل اسم توبيكا لأول مرة في عام 1826 حيث كان الاسم الذي أطلقه شعب كانسا على ما يسمى الآن نهر كانساس. اختار مؤسسو توبيكا الاسم في عام 1855 لأنه «كان غريبا ومن أصل هندي وحسن الوقع».  ويعتقد أن من اقترح الاسم رجل من أهل هندي وأبيض مختلط يدعى جوزيف جيمس. تم وضع أساسات المدينة في عام 1854، وكانت إحدى مدن الولاية الحرة التي أسسها رجال مكافحة العبودية بعد إقرار مشروع قانون كانساس نبراسكا. في عام 1857، تم تسجيل توبيكا كمدينة.
تشتهر المدينة بقضية المحكمة العليا الأمريكية الشهيرة براون ضد مجلس التعليم في توبيكا، التي نقضت حكم قضية بليسي ضد فيرغسون، وأعلنت أن الفصل العرقي في المدارس الحكومية غير دستوري. تم تسمية ثلاث سفن تابعة للبحرية الأمريكية على المدينة.

## المناخ
يظهر الجدول التالي التغييرات المناخية على مدار السنة لتوبيكا:
| البيانات المناخية لـتوبيكا                                      | البيانات المناخية لـتوبيكا | البيانات المناخية لـتوبيكا | البيانات المناخية لـتوبيكا | البيانات المناخية لـتوبيكا | البيانات المناخية لـتوبيكا | البيانات المناخية لـتوبيكا | البيانات المناخية لـتوبيكا | البيانات المناخية لـتوبيكا | البيانات المناخية لـتوبيكا | البيانات المناخية لـتوبيكا | البيانات المناخية لـتوبيكا | البيانات المناخية لـتوبيكا | البيانات المناخية لـتوبيكا |
| الشهر                                                           | يناير                      | فبراير                     | مارس                       | أبريل                      | مايو                       | يونيو                      | يوليو                      | أغسطس                      | سبتمبر                     | أكتوبر                     | نوفمبر                     | ديسمبر                     | المعدل السنوي              |
| --------------------------------------------------------------- | -------------------------- | -------------------------- | -------------------------- | -------------------------- | -------------------------- | -------------------------- | -------------------------- | -------------------------- | -------------------------- | -------------------------- | -------------------------- | -------------------------- | -------------------------- |
| الدرجة القصوى °ف (°م)                                           | 77 (25)                    | 84 (29)                    | 93 (34)                    | 97 (36)                    | 103 (39)                   | 109 (43)                   | 114 (46)                   | 113 (45)                   | 110 (43)                   | 97 (36)                    | 85 (29)                    | 77 (25)                    | 114 (46)                   |
| متوسط درجة الحرارة الكبرى °ف (°م)                               | 39.9 (4.4)                 | 45.0 (7.2)                 | 56.4 (13.6)                | 66.7 (19.3)                | 75.9 (24.4)                | 84.7 (29.3)                | 89.5 (31.9)                | 88.6 (31.4)                | 80.4 (26.9)                | 68.4 (20.2)                | 54.6 (12.6)                | 41.7 (5.4)                 | 66.0 (18.9)                |
| المتوسط اليومي °ف (°م)                                          | 29.7 (−1.3)                | 34.4 (1.3)                 | 44.8 (7.1)                 | 55.1 (12.8)                | 65.0 (18.3)                | 74.2 (23.4)                | 79.0 (26.1)                | 77.4 (25.2)                | 68.3 (20.2)                | 56.6 (13.7)                | 43.8 (6.6)                 | 32.0 (0.0)                 | 55.0 (12.8)                |
| متوسط درجة الحرارة الصغرى °ف (°م)                               | 19.6 (−6.9)                | 23.8 (−4.6)                | 33.3 (0.7)                 | 43.5 (6.4)                 | 54.2 (12.3)                | 63.7 (17.6)                | 68.4 (20.2)                | 66.2 (19.0)                | 56.3 (13.5)                | 44.7 (7.1)                 | 33.0 (0.6)                 | 22.3 (−5.4)                | 44.1 (6.7)                 |
| أدنى درجة حرارة °ف (°م)                                         | −23 (−31)                  | −25 (−32)                  | −7 (−22)                   | 10 (−12)                   | 26 (−3)                    | 36 (2)                     | 43 (6)                     | 40 (4)                     | 29 (−2)                    | 16 (−9)                    | −5 (−21)                   | −26 (−32)                  | −26 (−32)                  |
| الهطول إنش (مم)                                                 | 0.86 (22)                  | 1.32 (34)                  | 2.49 (63)                  | 3.53 (90)                  | 4.91 (125)                 | 5.40 (137)                 | 3.82 (97)                  | 4.24 (108)                 | 3.66 (93)                  | 3.03 (77)                  | 1.85 (47)                  | 1.35 (34)                  | 36.46 (926)                |
| متوسط تساقط الثلوج إنش (سم)                                     | 4.9 (12)                   | 4.5 (11)                   | 1.6 (4.1)                  | 0.3 (0.76)                 | 0 (0)                      | 0 (0)                      | 0 (0)                      | 0 (0)                      | 0 (0)                      | 0.3 (0.76)                 | 1.0 (2.5)                  | 5.2 (13)                   | 17.8 (45)                  |
| متوسط أيام هطول الأمطار (≥ 0.01 in)                             | 5.5                        | 6.3                        | 9.0                        | 9.7                        | 11.6                       | 11.5                       | 8.7                        | 8.6                        | 7.8                        | 8.1                        | 6.8                        | 6.0                        | 99.6                       |
| متوسط الأيام المثلجة (≥ 0.1 in)                                 | 3.6                        | 2.9                        | 1.3                        | 0.3                        | 0                          | 0                          | 0                          | 0                          | 0                          | 0                          | 1.2                        | 3.4                        | 12.7                       |
| متوسط الرطوبة النسبية (%)                                       | 69.7                       | 69.2                       | 65.8                       | 64.1                       | 68.5                       | 71.2                       | 69.9                       | 70.8                       | 72.4                       | 68.0                       | 70.8                       | 72.3                       | 69.4                       |
| ساعات سطوع الشمس الشهرية                                        | 177.4                      | 168.8                      | 212.6                      | 231.7                      | 268.5                      | 293.0                      | 326.9                      | 291.7                      | 233.4                      | 212.4                      | 157.8                      | 150.5                      | 2٬724٫7                    |
| نسبة وصول أشعة الشمس                                            | 59                         | 56                         | 57                         | 58                         | 60                         | 66                         | 72                         | 69                         | 63                         | 61                         | 52                         | 51                         | 61                         |
| المصدر: NOAA (relative humidity and sun 1961–1990), Weather.com |                            |                            |                            |                            |                            |                            |                            |                            |                            |                            |                            |                            |                            |

## معرض صور

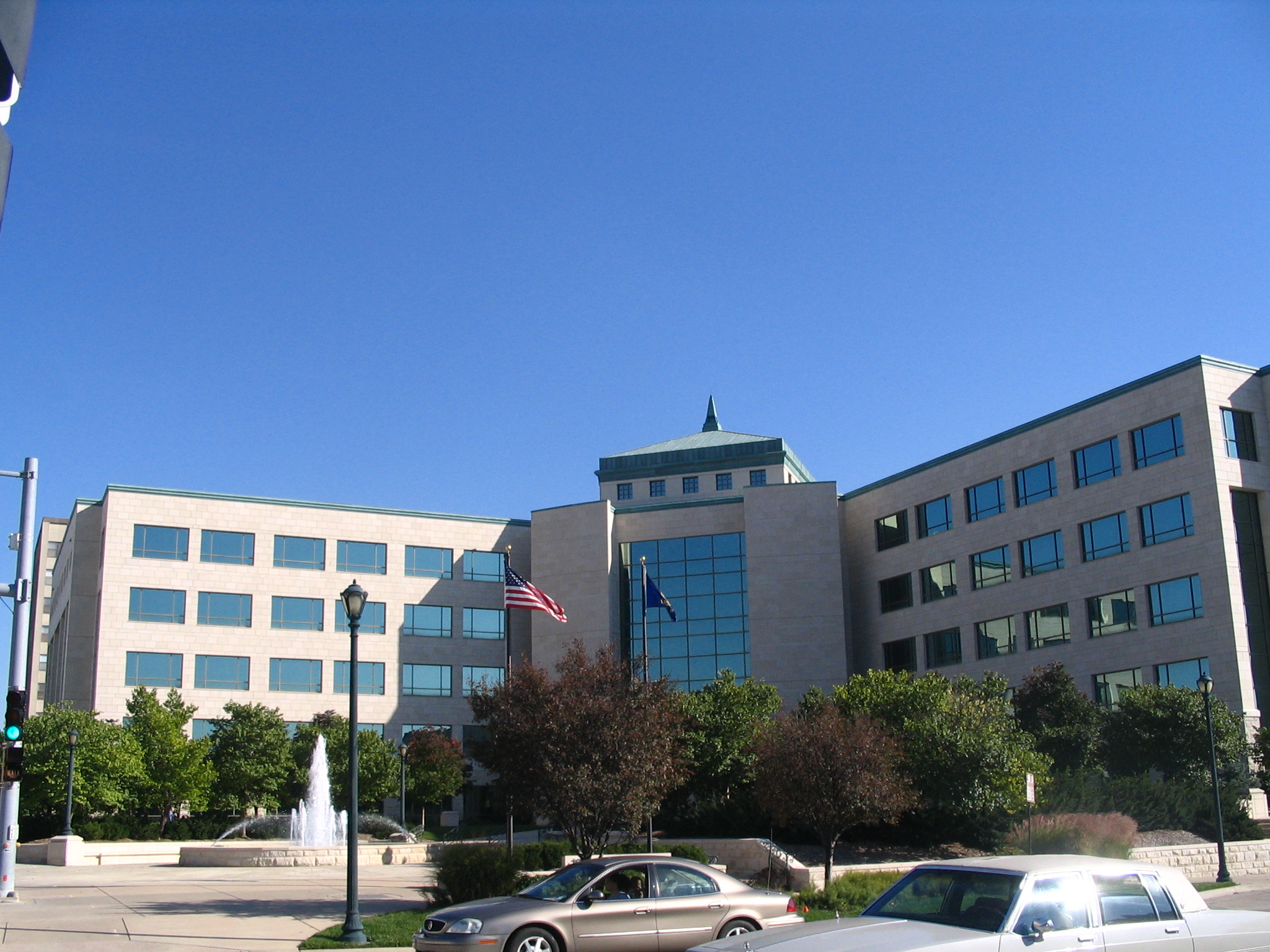
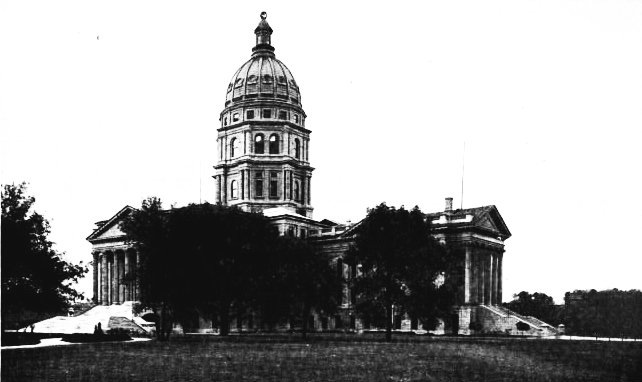
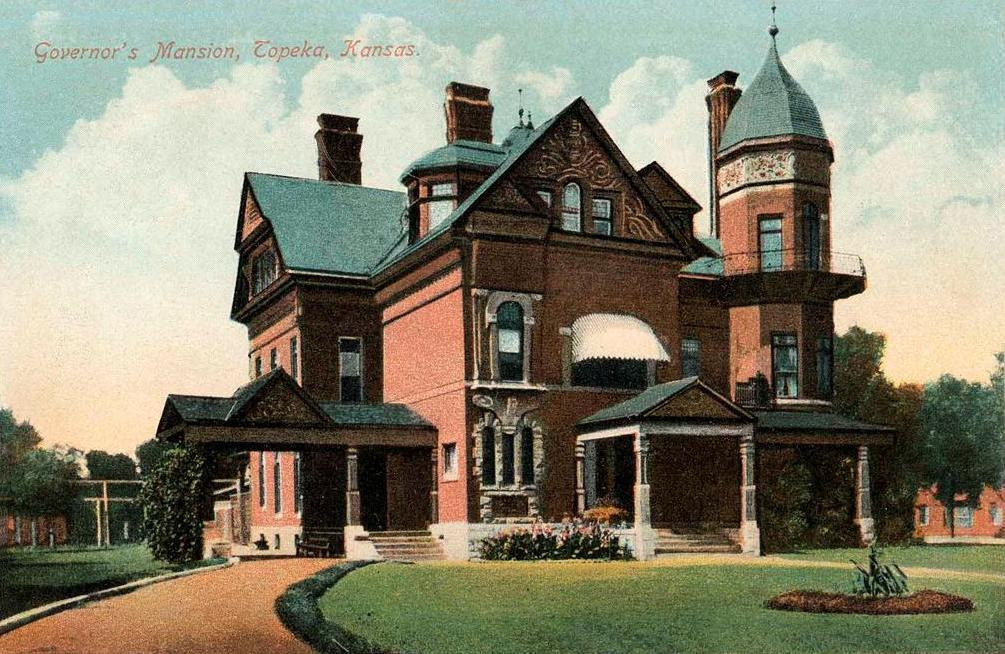

## أعلام
- رودولف بي. ويلش
- هاري هاينز ودينج
- آنيت بنينغ
- جوان فيني
- فرد فيلبس
- ألفرد دبليو. بنسون